# Vesijärvi
Der Vesijärvi ist ein See in der finnischen Landschaft Päijät-Häme.
Der See hat eine Fläche von 107,51 km² und liegt auf einer Höhe von 81,4 m. Die Städte Lahti und Asikkala liegen am Seeufer. Vääksynjoki und Vääksyn-Kanal entwässern den See zum nördlich gelegenen Päijänne, welcher über eine Landenge vom Vesijärvi getrennt wird.
In den 1960er Jahren war das Gewässer stark von Eutrophierung betroffen. In den 1970er Jahren wurden daraufhin Gegenmaßnahmen ergriffen.
Den östlichen Teilsee des Vesijärvi bildet der Enonselkä. Dort liegt auch die Insel Enonsaari. 
Die Übersetzung des Seenamens bedeutet wörtlich „Wasser-See“.